# Central American Football Union
Central American Football Union, mer känt under förkortningen UNCAF, är ett centralamerikanskt fotbollsförbund grundat år 1990. UNCAF är en del av fotbollsförbundet CONCACAF.

## Medlemsländer
Följande fotbollsförbund är medlemmar i UNCAF:

- Belize (dam ·  herr)
- Costa Rica (dam ·  herr)
- El Salvador (dam ·  herr)
- Guatemala (dam ·  herr)
- Honduras (dam ·  herr)
- Nicaragua (dam ·  herr)
- Panama (dam ·  herr)